# Чомо-Лонзо
Чомо Лонзо, або Ламалангчо (кит. — 珠穆隆索峰, неп. — Zhūmùlóngsuǒ Fēng) — гора на території Тибету в Високих Гімалаях, прибл. 5 км на північний схід від Макалу. Чомо Лонзо має три виразні вершини:
| Вершина                | Висота | Висота по SRTM | Півн. широта | Схід. довгота | Відстань до гол. вершини, м |
| ---------------------- | ------ | -------------- | ------------ | ------------- | --------------------------- |
| Головна (півд.-східна) | 7804   | 7774           | 27° 55.84'   | 87° 6.47'     | 0                           |
| Центральна             | 7565   | 7541           | 27° 56.42'   | 87° 6.06'     | 1300                        |
| Північно-західна       | 7200   | 7119           | 27° 56.83'   | 87° 5.44'     | 2600                        |

Чомо Лонзо перекладається як «богиня птах», і з північного сходу з долини Кангчунг гора дійсно нагадує 3-кілометрового орла з розпростертими крилами.

## Історія сходжень
Гора вперше була виявлена в 1921 році англійською експедицією на Еверест. Перше вдале сходження було здійснено з півдня (з Непалу) французької розвідувальною експедицією на Макалу в 1954 р. На Головну вершину (7804) піднялися майбутні (1955) першосходжувачі на Макалу Жан Кузі (Jean Couzy) і Ліонель Террай (Lionel Terray). Сходження проходило по південно-західному гребеню з сідловини Sakietang La, яка відокремлює Чомо Лонзо від вершини Кангчунгцзе (7640) в головному гімалайському хребті.
В 1993 р. японська експедиція здійснила друге сходження на головну вершину Чомо Лонзо. Альпіністи піднялися по західному схилу з льодовика Канчунг і вийшли у верхній частині на французький маршрут.
В 1994 р. відбулося 3-тє (і поки останнє) сходження на Головну вершину. В ході міжнародної експедиції на Макалу, в якій брав участь Анатолій Букрєєв, на вершину Чомо Лонзо по французькому маршруту зійшов альпініст одинак Steve Bain.
В 2005 р. французька експедиція здійснила сходження на Центральну (7565) і Північно-західну (7200) вершини.
В 2006 р. Валерій Бабанов здійснив одиночне сходження на Північно-західну вершину за новим маршрутом, із заходу.